# Heinz Erhardt
Heinz Erhardt (Riga, 20 de febrero de 1909-Hamburgo, 5 de junio de 1979) fue un actor alemán. Erhardt está considerado, junto con Loriot y Rudi Carrell, como uno de los mejores cómicos alemanes. Su estilo de hombre patoso y sus frases de doble sentido hicieron que el público le adorara. En 2007 la cadena alemana ZDF le nombró después de Loriot el mejor humorista del siglo. Heinz Erhardt actuó en el cine, el teatro y en la televisión.

## Biografía
Heinz Erhardt nace en una familia alemana del Báltico. No llega a hacer los estudios para entrar en la universidad. Desde su juventud se dedica a escribir poemas dejando de lado su trabajo en una tienda de música que había heredado de su abuelo.
En 1935 se casa con Gilda Zenetti  que le impulsó a ir a Berlín para probar suerte. En 1938 Willi Schaeffers le contrata en el famoso Kabarett der Komiker (Cabaret de los cómicos) donde Heinz consigue hacerse un nombre. En 1941 durante la Segunda Guerra Mundial se enrolaría como soldado. Volvería a actuar en 1946 protagonizando junto con Willy Meyen una serie de entretenimiento, So was Dummes. El público pronto le apreció por su humor tan espontáneo. Tuvo también éxito como locutor de radio. Heinz Erhardt colabora en algunas comedias en los teatros de Hamburgo. Se da a conocer en 1947 con la comedia Lieber reich als glücklich. La primera obra cinematográfica como protagonista la tuvo en 1957 con Der müde Theodor. Él mismo dijo que le descubrieron para el cine porque sus medidas eran ideales para la gran pantalla. Luego trabajó en Witwer mit 5 Töchtern. En 1961 crea su propia productora de cine que finalmente fracasaría, ya que en las películas que hacía, él interpretaba otros papeles de los habituales. El público alemán quería al Heinz Erhardt de siempre. En 1963 se publican sus poemas Noch n Gedicht; en este libro está también el clásico Die Made. En los años siguiente le siguen otros libros de poemas... Sus poemas también se leen a los niños, como Der Schmetterling, Der Stier, Das Blümchen, Der Kabeljau. Warum die Zitronen sauer sind? es uno de los poemas más conocidos de Heinz Erhardt.
En 1971 sufre un infarto que le deja paralizado y sin habla. En 1979 le otorgan la Bundesverdienstkreuz. Finalmente el 5 de junio de 1979 fallece en Hamburgo.

## Filmografía
- Der müde Theodor                                (1957)
- Witwer mit 5 Töchtern                           (1957)
- So ein Millioner hat’s schwer                   (1958)
- Der Haustyrann                                  (1959)
- Natürlich die Autofahrer                        (1959)
- Drillinge an Bord                               (1959)
- Mein Mann, das Wirtschaftswunder                (1960)
- Ach Egon!                                       (1961)
- Drei Mann in einem Boot                         (1961)
- Der Ölprinz (1965)
- Das gewisse Etwas der Frauen                    (1966)
- Warum hab ich bloß 2x ja gesagt?                (1969)
- Das hat man nun davon                           (1970)
- Die Herren mit der weißen Weste                 (1970)
- Was ist den bloß mit Willi los?                 (1970)
- Das kann doch unseren Willi nicht erschüttern   (1970)
- Unser Willi ist der Beste                       (1971)